# Реконструкція Півдня

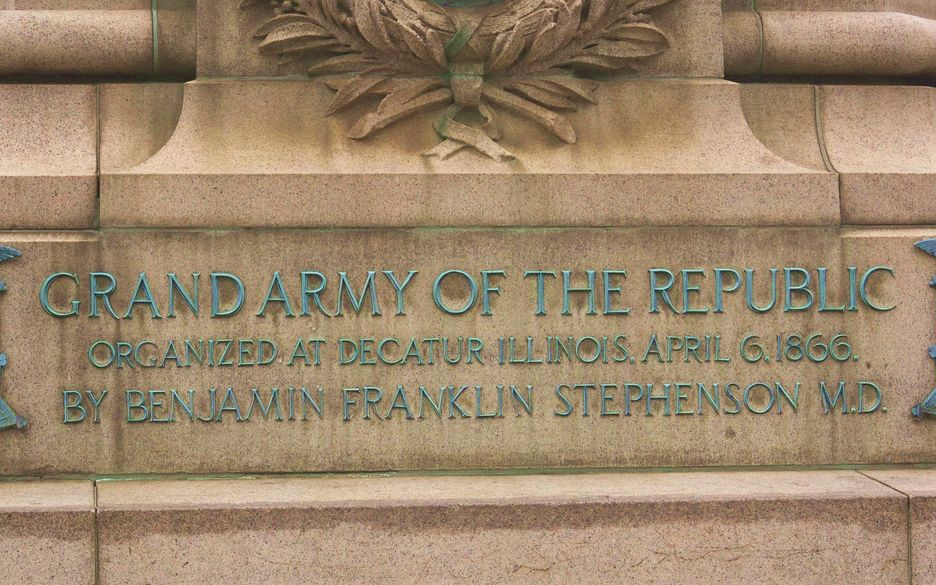
Монумент на честь Великої армії республіки, встановлений після Громадянської війни

Реконструкція Півдня — період в історії США після закінчення Громадянської війни, з 1865 по 1877 роки, в який відбувалася реінтеграція переможених у війні південних штатів Конфедерації до складу США і скасуванням рабовласницької системи на всій території країни.
Реконструкція обговорювалася ще під час війни, а розпочалася вона після видання Прокламації про звільнення рабів 1 січня 1863 року. Політика Реконструкції була здійснена після того, як рабовласницький Південь опинився у владі федеральної армії. Президент Авраам Лінкольн під час війни створив реконструкційний уряд в декількох південних штатах — Теннессі, Арканзасі та Луїзіані, і надав землі для колишніх рабів в Південній Кароліні.
Після вбивства Лінкольна президент Ендрю Джонсон намагався слідувати політиці свого попередника та призначив нових губернаторів влітку 1865 року. Незабаром він заявив, що цілі війни — національну єдність та ліквідація рабства — були досягнуті, і, отже, реконструкція завершена. Однак республіканці в Конгресі відмовилися визнати «м'яку» політику Джонсона (оголосив себе незалежним політиком та президентом) і прийняти до свого складу нових членів Конгресу від Півдня. Перемога радикального крила республіканців 1866 року на виборах до Конгресу дала їм достатньо місць в палаті представників, щоб подолати вето Джонсона і 1867 року почати «радикальну реконструкцію». Зважаючи бажання радикалів партії республіканців приймати екстремальні методи для Півдня США були здійснені спроби голосування за відставку Ендрю Джонсона, що провалилася зважаючи відсутності лише одного голосу в Сенаті. За м'яку політику Джонсона звинувачували у зраді.. Конгрес усунув від влади всі цивільні органи місцевого самоврядування в південних штатах та передав всі їх повноваження військовим. Нові вибори були проведені під контролем армії, а особам, які раніше брали участь в органах влади Конфедерації, було заборонено виставляти свої кандидатури.
У більшості південних штатів після цього в органах місцевого самоврядування опинилися і представники афроамериканців. Проте у відповідь на Півдні з'явилися численні таємні расистські організації, в тому числі Ку-клукс-клан, які здійснювали політику терору та насильства.
Невдачі республіканської влади посилили економічну кризу 1873 р. Врешті решт республіканські уряди втратили підтримку виборців південних штатів, і до влади на Півдні повернулися демократи.
У 1877 р. участь армії в державному управлінні на Півдні було припинено. Демократичні уряди південних штатів не відновили рабовласництво, але прийняли дискримінаційні закони, звані законами Джима Кроу. У результаті афроамериканці стали громадянами другого сорту, і расистські принципи «переваги білих», як і раніше, панували в громадській думці. Монополія демократичної партії на владу на території «монолітного Півдня» тривала після цього до 1960-х років.

## Звільнення рабів

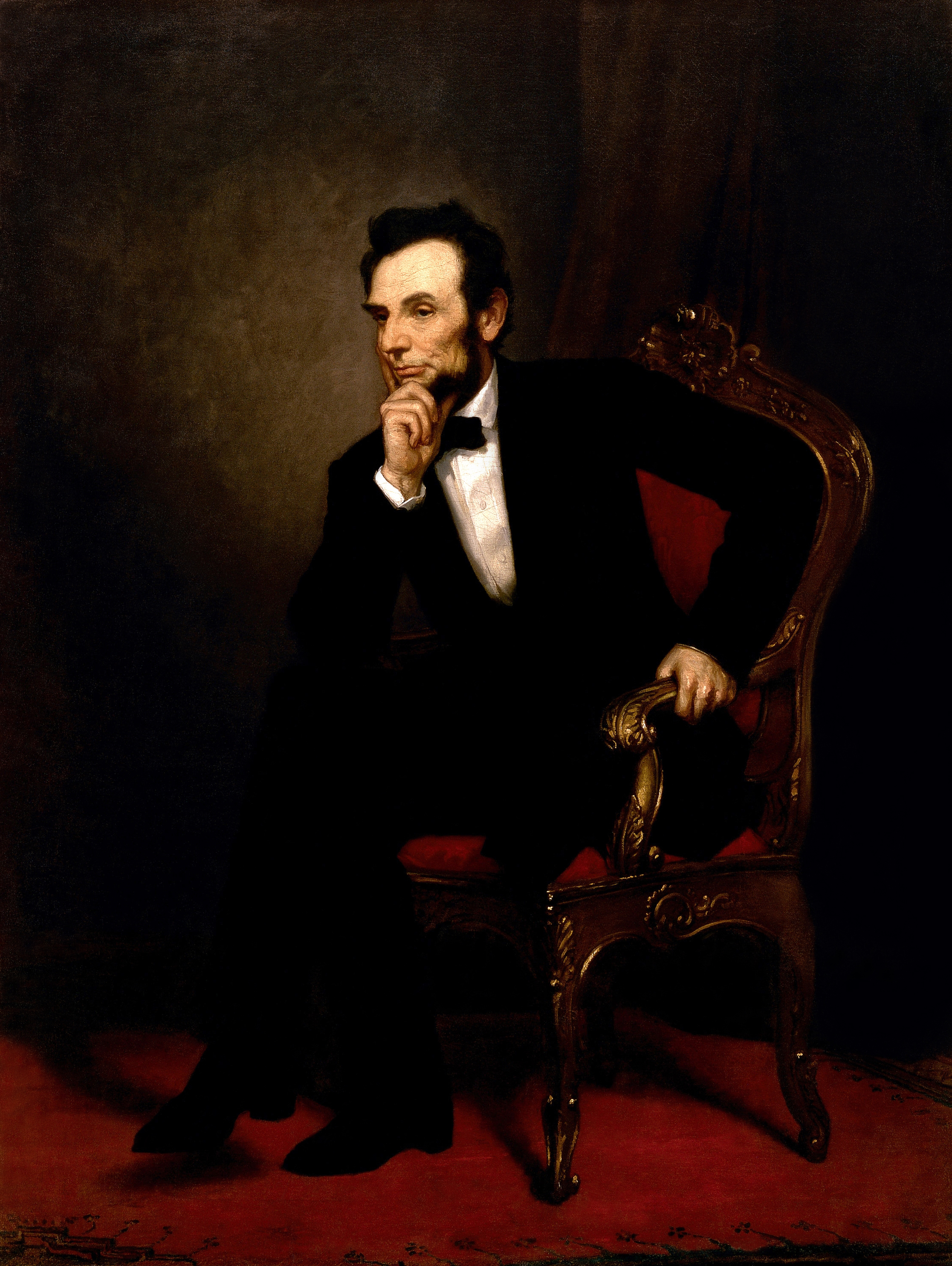
Авраам Лінкольн

У серпні 1861 р. президент Лінкольн підписав перший закон про конфіскацію майна рабовласників бунтівних штатів півдня. У липні 1862 р. за ним пішов ще один такий закон. Вони обумовлювали позбавлення заколотників прав на володіння рабами та землями за тієї умови, якщо вони продовжують опір федеральним владі. Однак коли генерал Фримонт, командувач збройними силами США в рабовласницькому штаті Міссурі, не приєдналася до Конфедерації, оголосив там воєнний стан і конфіскував власність громадян, які воювали на боці Конфедерації, Лінкольн скасував його рішення та відсторонив його від посади. Цей крок президент пояснював необхідністю зберегти лояльність рабовласницьких штатів, що залишалися у складі США (Міссурі, Кентуккі, Меріленд та Делавер). У травні 1862 р. те ж саме відбулося і з генералом Хантером, які намагалися звільнити рабів бунтівних штатів Південна Кароліна, Джорджія та Флорида. На той момент Лінкольн обмежився лише звільненням рабів у федеральному окрузі Колумбія. Раби, що звільняються згідно з підписаними ним законам, могли бути прийняті в армію та воювати проти своїх колишніх господарів, громадян Конфедерації, зі зброєю в руках.
Програма Лінкольна зі звільнення рабів на всій території США передбачала грошову компенсацію їх власникам за рахунок коштів федерального бюджету. Щоб компенсації не стали надмірним фінансовим тягарем, Лінкольн хотів, щоб звільнення рабів відбувалося повільно та поступово, протягом приблизно двадцяти років. Однак рабовласницькі штати не проявили інтересу до програми Лінкольна. Для вирішення проблеми майбутнього звільнених рабів, які могли піддаватися надалі переслідуванням на території США, в 1863 м. Лінкольн намагався організувати для них програми влаштування колоній за межами США (на Гаїті і в Панамі), але вони не користувалися успіхом і, зрештою, Лінкольн від них відмовився.
Згідно з Прокламації про звільнення рабів, підготовленої Лінкольном у другій половині 1862 р., оголошувалися вільними всі раби десяти бунтівних штатів. Разом з тим, чотири рабовласницьких штату, що залишилися у складі США (Міссурі, Кентуккі, Меріленд та Делавер), в Прокламації не згадувалися, і ряд графств деяких інших штатів також виключався зі сфери її дії. Прокламація лише робила обов'язковим звільнення рабів, яке могло бути здійснено в міру окупації південних штатів федеральною армією згідно з раніше прийнятим конфіскаційним законам. У результаті багато раби, звільнені на території Конфедерації, вступали у федеральну армію, поповнюючи її ряди.
В 1863 р. відвойований у Конфедерації штат Луїзіана отримав від президента амністію. Хоча раби були звільнені, їх зобов'язали протягом року працювати на плантаціях за плату 10 доларів на місяць. Коли всього 10 % заколотників присягнули Сполученим Штатам, президент дозволив провести в штаті вибори та надіслати своїх представників у Конгрес. Але Конгрес відмовився прийняти представників від Луїзіани до тих пір, поки більшість місцевих жителів не присягнуть США.
Формальне звільнення рабів автоматично не супроводжувалося легалізацією раніше заборонених шлюбів між білими та кольоровими. Діти з таких сімей могли бути вилучені владою під приводом «надання їм хорошого нагляду та житла до досягнення повноліття». Насправді дітей використовували як безкоштовних працівників.
У січні 1865 р., коли війна підходила до кінця, Конгрес прийняв тринадцяту поправку до Конституції США, яка забороняє рабство на всій території країни. Її ратифікація більшістю штатів пройшла протягом того ж року.
У березні 1865 р. федеральна влада створили спеціальне бюро допомоги звільненим рабам та білим біженцям з Півдня. Фінансоване республіканцями, це бюро надавало біженцям їжу, одяг, паливо, допомагало у пошуках роботи, підтримувало у веденні переговорів з колишніми власниками, виділяло конфісковані у рабовласників землі в оренду строком на три роки з правом її викупу у кількості до 40 акрів.

## Виборчі права
Питання про виборчі права колишніх громадян Конфедерації був одним з найважливіших у реконструкції. По-перше, були вжито заходів з обмеження виборчих прав переможених у війні, а по-друге, внаслідок звільнення рабів на Півдні з'явилося безліч нових громадян, яким слід було виборчі права надати.
Найбільш радикальні республіканці пропонували позбавити всіх колишніх громадян Конфедерації виборчих прав строком на п'ять років. У підсумку Конгрес ухвалив рішення про тимчасове позбавлення виборчих прав лише військових та цивільних лідерів Конфедерації. Скільки з них було внаслідок відсторонено від голосування, точно не відомо. За деякими оцінками, громадян, уражених в правах, налічувалося від 10 до 15 тисяч.
Звільнених рабів на Півдні налічувалося близько 4 млн. Якби всі вони отримали виборчі права, то Південь отримав би додаткові місця в палаті представників Конгресу. Багато півничан виступило проти такого рішення, а деякі північні штати навіть прийняли закони, що обмежують у виборчих правах їх власне нечисленне кольорове населення.
Президент Лінкольн вважав, що виборчі права слід надати не всім кольоровим, а насамперед — ветеранам війни та «найінтелігентнішим» цивільним. В 1865 р. його наступник президент Джонсон рекомендував губернаторові штату Міссісіпі: «Якщо ви могли б розширити електорат на усіх кольорових, хто може прочитати Конституцію англійською мовою та написати своє ім'я, і на всіх, хто володіє нерухомістю на суму не менше двохсот п'ятдесяти доларів і, отже, платить податки, то наші політичні противники [радикали в Конгресі] були б обеззброєні, і ваш приклад могли б піти інші штати».
Не лише кольорові, а й багато білих на Півдні до війни були неграмотні. У Теннессі, Кентуккі, Алабамі, Джорджії та Південній Кароліні неписьменного населення було не менше 25 %, а в Північній Кароліні — до 33 %. У той час як в цілому по країні неписьменних було не більше 9 %, серед афроамериканців їх частка становила 70 %. Лише до 1900 р. неграмотність була практично ліквідована.
Проте, до 1867 р. республіканці провели закони, що наділили виборчими правами все чоловіче населення Півдня. У період реконструкції близько 1500 афроамериканців було обрано до місцевих органів влади південних штатів. Хоча це було істотно менше їх частки в загальному населенні Півдня, їх обраними представниками нерідко були грамотні білі. Обговорювалося також питання про виборчі права для жінок, але в цю епоху воно було підняте передчасно.
Після завершення реконструкції в період з 1890 по 1908 рр.. південні штати обмежили виборчі права для кольорових та найбідніших верств білого населення, ввівши освітні та майнові цензи.

## Чорні кодекси

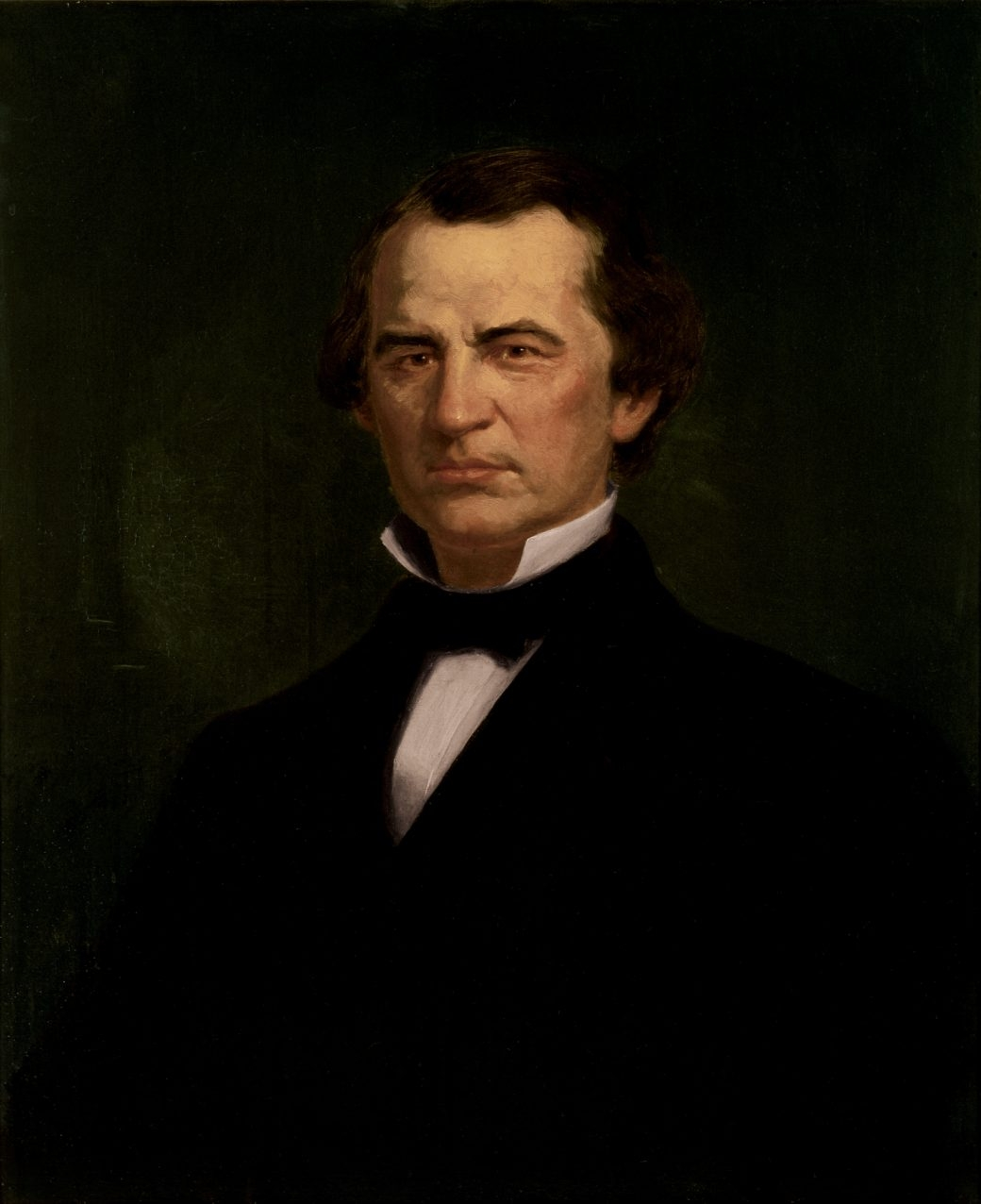
Президент Ендрю Джонсон

Після вбивства президента Лінкольна його наступник Ендрю Джонсон помилував більшість бунтівників-південців, які здались. Їх навіть не судили за державну зраду. З лідерів Конфедерації лише колишній президент Девіс відсидів два роки у в'язниці, і лише один комендант в'язниці жителів півдня, в якій утримувалися військовополонені півничани, був повішений за військові злочини. За рішенням президента Джонсона, плантаторам навіть повернули землі, конфісковані під час війни. Коли жителі півдня знову змогли вибирати місцеві органи самоврядування, вони відмовилися визнавати соціальні зміни, вироблені реформами президента Лінкольна, і прийняли чорні кодекси, майже повністю відтворюють чинні до війни закони про рабів. Лише дії федерального бюро у справах звільнених рабів всупереч позиції місцевої влади та судів запобігли введення їх у дію. Громадська думка на Півночі було обурена та зажадала від уряду скасування чорних кодексів, що й було зроблено спеціальним законом 1866 р.
За підтримки федерального бюро афроамериканці відмовилися і від діяла до війни системи організації праці на плантаціях та домоглися від наймачів сімейного підряду та оплати праці на основі испольщина. Тим не менш, колишні раби потрапили в жорстку економічну залежність від землевласників, і їх положення крім того ускладнювався післявоєнним спадом виробництва, падінням світових цін на бавовну, а також фінансовою заборгованістю та бідністю самих плантаторів, в яку вони впали внаслідок війни та реконструкції, що підірвали їх економічне положення.
Щоб тримати колишніх рабів у покорі, білі жителі півдня сформували таємні організації, чиї патрулі тероризували кольорове населення. За оцінками сучасників, ними були страчені без суду сотні людей.
Кількість вбивств та нападів на негрів дуже велика; ми можемо зробити лише приблизні оцінки того, що відбувається в цій частині Півдня, де військових гарнізонів порівняно мало, і від військових регулярних доповідей про стан справ ми не отримуємо. Я сам можу лише згадати, що протягом свого дводенного перебування в Атланті був свідком того, як одного негра був заколото просто на вулиці і ще три отруєні, один з яких помер. Коли я був у Монтгомері, одному негру порізали горло з явним наміром вбити, іншого підстрелили, але обидва вижили. Кілька газет, згадуючи про ці випадки, давали оцінки кількості вбивств в цьому місці за певний період часу. Сумний факт в тому, що вчинені акти насильства не можна зарахувати до класу, який можна було б назвати голотою.Оригінальний текст (англ.)
The number of murders and assaults perpetrated upon Negroes is very great; we can form only an approximative estimate of what is going on in those parts of the South which are not closely garrisoned, and from which no regular reports are received, by what occurs under the very eyes of our military authorities. As to my personal experience, I will only mention that during my two days sojourn at Atlanta, one Negro was stabbed with fatal effect on the street, and three were poisoned, one of whom died. While I was at Montgomery, one negro was cut across the throat evidently with intent to kill, and another was shot, but both escaped with their lives. Several papers attached to this report give an account of the number of capital cases that occurred at certain places during a certain period of time. It is a sad fact that the perpetration of those acts is not confined to that class of people which might be called the rabble.
— Carl Schurz, "Report on the Condition of the South", December 1865 (U.S. Senate Exec. Doc. No. 2, 39th Congress, 1st session).
Хоча президент Джонсон визнав реконструкцію закінченою, як лише південні штати в 1865 р. ратифікували тринадцяту поправку до Конституції США, повідомлення про терор на Півдні та чорних кодексах змусили Конгрес відмовитися прийняти до свого складу представників з Півдня. Федеральне бюро у справах звільнених рабів повинно було припинити свою діяльність протягом року після закінчення війни. Але в 1866 р. Конгрес продовжив його повноваження. Джонсон наклав вето на це рішення, а Конгрес у відповідь відмовився визнавати реконструкцію закінченою. через кілька місяців Конгрес зумів подолати вето президента та сформулював власну політику реконструкції.

## Радикальна реконструкція

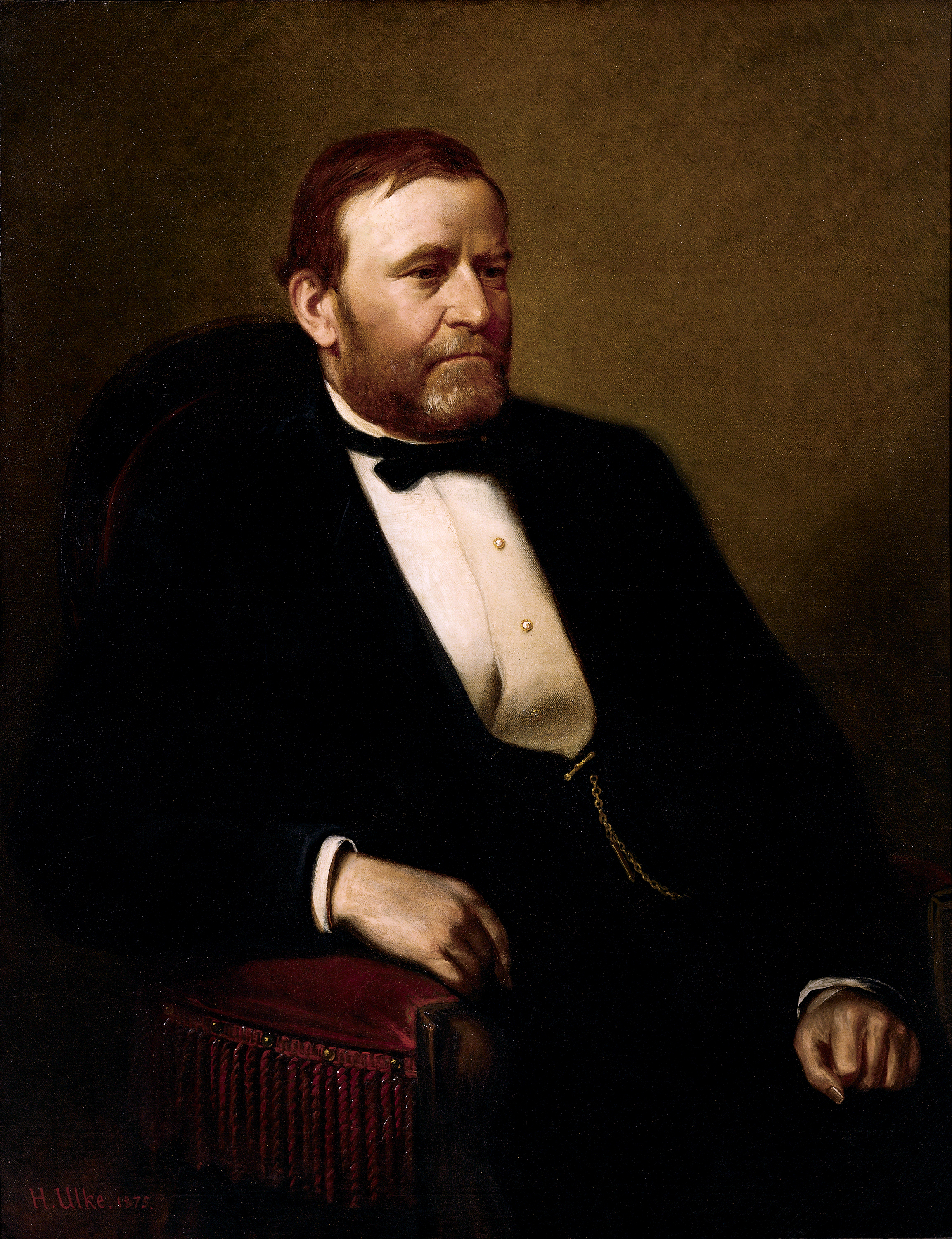
Президент Улісс Грант

Історики називають період, коли реконструкцію контролював Конгрес, в якому переважали радикальні республіканці, радикальною реконструкцією . Всупереч позиції президента Джонсона були прийняті ще дві поправки до конституції США. Чотирнадцята поправка обумовлювала умови надання цивільних прав жителям США, зрівнюючи в правах білих та кольорових, а п'ятнадцята поправка прямо забороняла позбавляти їх виборчих прав на підставі належності до тієї чи іншої раси. Ці поправки  визначили напрямок подальшого розвитку соціальної структури США, хоча повністю вони були введені в дію лише через сто років.
В 1867 р. Конгрес ввів на території десяти колишніх штатів Конфедерації керування військовою адміністрацією, розбивши їх на п'ять військових округів (перший — Вірджинія, другий — Північна та Південна Кароліни, третій — Джорджія, Алабама та Флорида, четвертий — Арканзас та Міссісіпі, п'ятий — Луїзіана та Техас). Виконувати рішення Конгресу зобов'язали 20 тисяч солдатів. Тільки штат Теннессі був знову допущений до складу США і уникнув радикальної реконструкції.
Однією з цілей радикальної реконструкції було забезпечення виборчих прав кольорового населення. Армія практично не вживала жодних насильницьких заходів, але фактично здійснювала на Півдні режим воєнного стану, контролюючи місцеві органи влади, вибори та захист цивільних властей та звільнених рабів від насильства з боку секретних організацій рабовласників. Лише після цього до 1870 р. представники південних штатів були нарешті допущені до Конгресу, а в 1872 р. всіх колишніх лідерів Конфедерації за винятком 500 вищих амністували.
На виборах 1868 р. переміг кандидат республіканців, герой Громадянської війни Улісс Грант, один із засновників бюро у справах звільнених рабів і один з головних опонентів Джонсона, підтримували радикальну реконструкцію. Для зміцнення федеральної влади президент Грант створив Міністерство юстиції США і ще ряд органів, покликаних посилити боротьбу з Ку-клукс-кланом та іншими секретними організаціями Півдня. Спираючись на спеціально прийняті закони про захист прав виборців, ці органи зрадили суду тисячі жителів півдня. Коли в 1871 р. Ку-клукс-клан розв'язав кампанію насильства в Південній Кароліні, Грант направив туди додаткові контингенти федеральних військ. Аналогічно війська використовувалися, коли виникли підозри у фальсифікації виборів у Нью-Йорку, що викликало бурхливу реакцію з боку демократів. Ці скандали підірвали довіру до Гранту з боку виборців та власної республіканської партії. Крім того, до 1870 р. республіканці схилялися до думки, що цілі Громадянської війни були досягнуті та більше насущними питаннями стали економічні та фінансові.
В епоху реконструкції республіканці взяли під свій контроль місцеві органи влади у всіх південних штатах крім Вірджинії. Вони обрали до місцевих та федеральні органи влади безліч афроамериканців. З них 137 осіб раніше проживали на Півночі та перебралися на Південь після Громадянської війни. Вони були грамотними, на відміну від більшості місцевого кольорового населення. Інші були лідерами місцевих громад, нерідко церковних.
| Расова приналежність делегатів конституційних зборів 1867 р. |      |       |         |                                                |
| Штат                                                         | Білі | Чорні | % білих | Частка білого населення в штаті (% на 1870 р.) |
| Вірджинія                                                    | 80   | 25    | 76      | 58                                             |
| Північна Кароліна                                            | 107  | 13    | 89      | 63                                             |
| Південна Кароліна                                            | 48   | 76    | 39      | 41                                             |
| Джорджія                                                     | 133  | 33    | 80      | 54                                             |
| Флорида                                                      | 28   | 18    | 61      | 51                                             |
| Алабама                                                      | 92   | 16    | 85      | 52                                             |
| Міссісіпі                                                    | 68   | 17    | 80      | 46                                             |
| Луїзіана                                                     | 25   | 44    | 36      | 50                                             |
| Техас                                                        | 81   | 9     | 90      | 69                                             |

Джерело: Rhodes (1920) v 6 p. 199; по Арканзасу відомості відсутні.
У федеральні органи влади афроамериканці, як правило, обирали представників з білого населення. лише серед представників Південної Кароліни з п'яти конгресменів четверо опинилися афроамериканцями.
| Афроамериканці в органах влади в 1870—1876 рр..                                                                 |                                    |          |             |
| Штат | Члени місцевих законодавчих зборів | Сенатори | Конгресмени |
| Алабама | 69                                 | 0        | 4           |
| Арканзас | 8                                  | 0        | 0           |
| Флорида | 30                                 | 0        | 1           |
| Джорджія | 41                                 | 0        | 1           |
| Луїзіана | 87                                 | 0        | 1           |
| Міссісіпі | 112                                | 2        | 1           |
| Північна Кароліна                                                                                               | 30                                 | 0        | 1           |
| Південна Кароліна                                                                                               | 190                                | 0        | 6           |
| Теннессі | 1                                  | 0        | 0           |
| Техас | 19                                 | 0        | 0           |
| Вірджинія | 46                                 | 0        | 0           |
| Усього | 633                                | 2        | 15          |
| См. E. Foner, Reconstruction: America's unfinished revolution, 1863—1877 (NY: Harper & Row, 1988), pp. 354 — 5. |                                    |          |             |

## Економічні та соціальні реформи
Деякі історики вважають, що звільнені раби мали схильності до придбання освіти, для чого в епоху радикальної реконструкції було вжито заходів щодо запровадження загальної початкової освіти. Частина рабів вчилася читати у білих ще до Громадянської війни, коли вчитися в школах їм було заборонено. Ще до кінця війни афроамериканці організовували свої школи, крім того, грамоти навчали в церковно-парафіяльних школах. Після війни проблеми освіти обговорювали на конституційних зборах південних штатів. Була створена система державних шкіл з сегрегацією за расовою ознакою повсюдно крім Нового Орлеана. Початкові та зрідка середні школи з'явилися майже в кожному місті, але міст на Півдні було мало. У сільській місцевості школами були зазвичай приміщення з одним класом, в якому погано оплачувану педагог навчав близько половини місцевих дітей. Проте, на думку консерваторів, система освіти була занадто дорогою для розорених війною регіонів Півдня, а кошти на підтримку системи освіти на Півдні з федеральної скарбниці не виділялися до 1890 р. Ще однією проблемою була відсутність вчителів із середовища афроамериканців. Для їх навчання були створені державні коледжі, зокрема, Університет штату імені Алкорн в Міссісіпі.

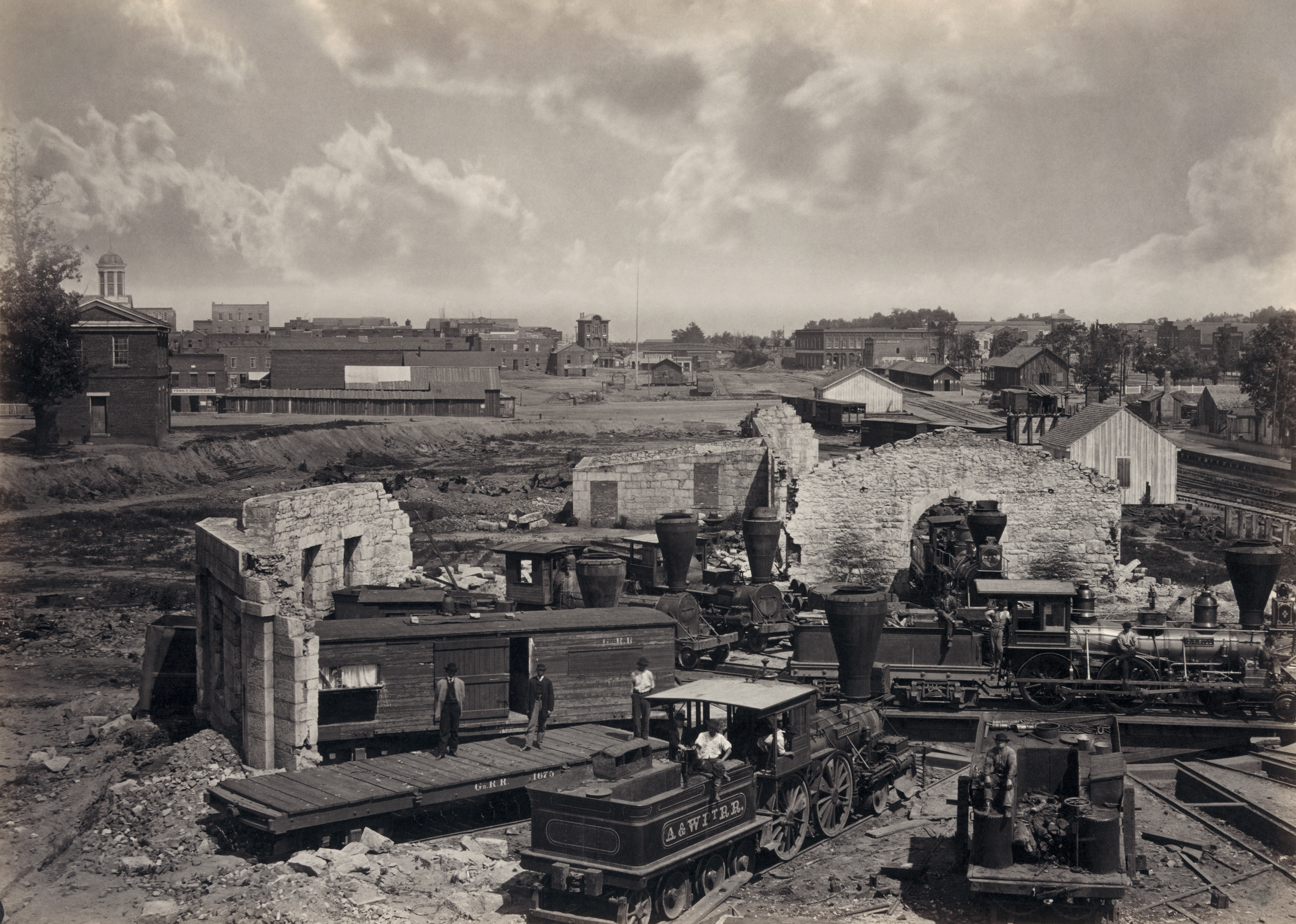
Руїни залізничного депо в Атланті в кінці Громадянської війни

Для виведення Півдня з ізоляції та повоєнної розрухи кожний південний штат в епоху реконструкції робив зусилля з будівництва залізниць. Однак мільйони доларів, зібраних шляхом позик та субсидій, були розкрадені. Тільки один з аферистів в Північній Кароліні витратив на хабарі представникам місцевої влади 200 тисяч доларів, після чого отримав мільйони з казни штату та використовував їх для біржових спекуляцій та поїздок до Європи. Щоб фінансувати освіту та транспорт, податки на Півдні в цей період збільшилися в середньому в чотири рази. Жителі півдня не мали тривалої історичної традиції використання громадських коштів для потреб освіти та інфраструктури, як це робили на Півночі, і податки тут до війни були низькими. Тим не менш, загальна довжина залізниць на Півдні, будівництво яких почалося в епоху реконструкції, зросла з 11 тис. миль (17,700 km) в 1870 р. до 29 тис. миль (46,700 km) в 1890 р. Власниками та керуючими залізницями були переважно жителі півночі.
У США основним джерелом доходів державного бюджету є податок на нерухомість. До Громадянської війни податки на Півдні були низькими, зокрема, й тому, що землевласники мали право самостійно оцінювати свої землі. Переважно джерелом оподаткування тут були податки з продажів, у тому числі продажів рабів. Крім того, оподаткуванню підлягали громадяни, які мали право голосу, у зв'язку з чим бідняки намагалися уникати участі в голосуваннях. післявоєнна система оподаткування змусила власників земель, що не дають доходів, достатніх для виплати податків на нерухомість, розпродавати свої володіння. В іншому випадку їх конфіскували за несплату податків. Позбавлення великих землевласників їх власності в епоху реконструкції призводило до виступів проти підвищеного оподаткування.

## Реакція білого населення Півдня

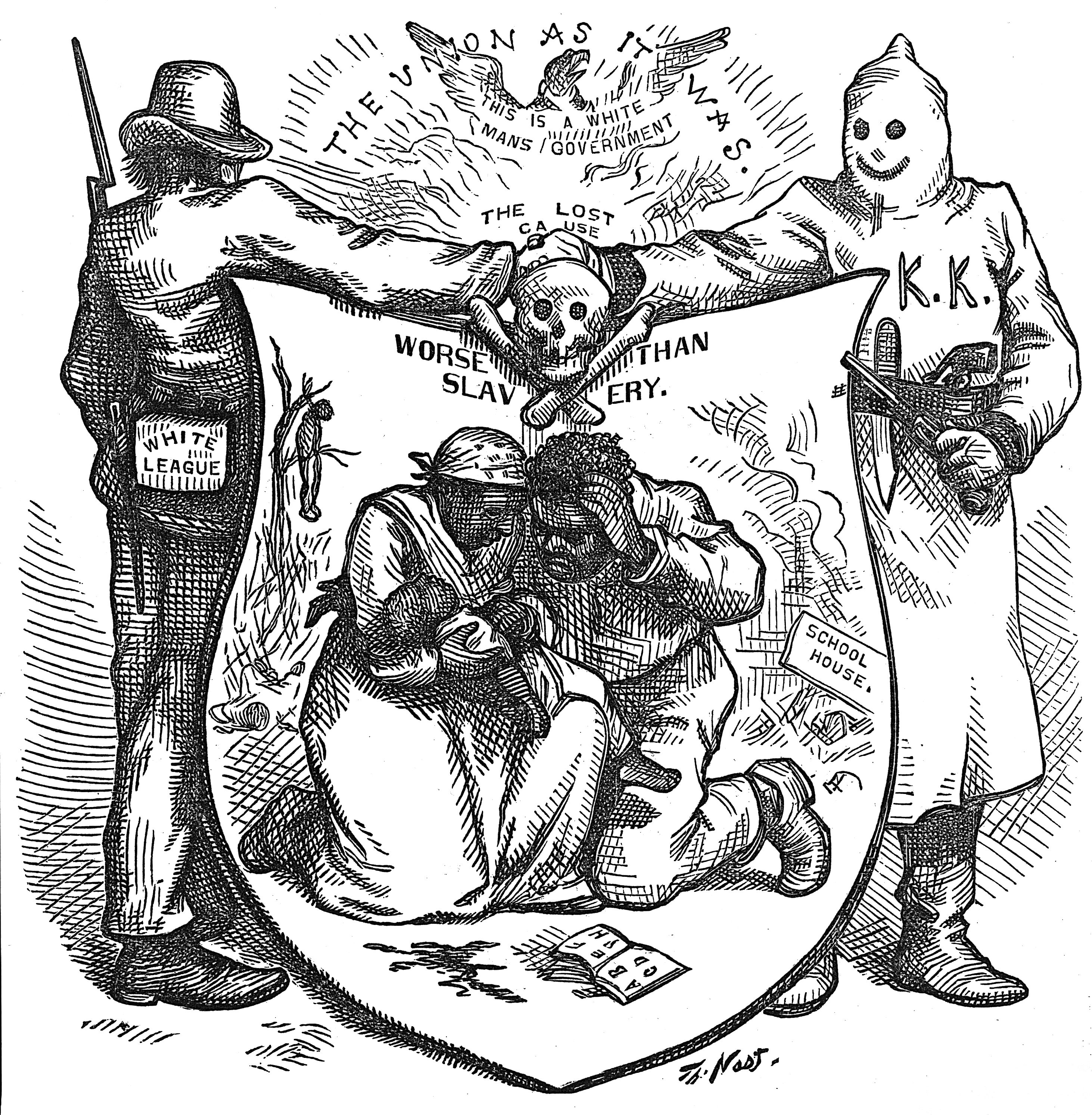
Альянс Ку-клукс-клану та Білої ліги, легальної напіввійськової організації Півдня. Політична карикатура часів реконструкції.

Як надання колишнім рабам політичної та військової влади, так і підвищення оподаткування та розорення перш багатих землевласників призводило останніх в лють. Вони проводили паралелі між завоюванням Півдня півничанами та війнами США з Англією, звинувачували федеральні влади в тиранії та корупції, і до їхньої думки приєдналася більшість білих жителів півдня. На Півдні з'явилося безліч нових легальних та нелегальних політичних партій та груп, в тому числі Ку-клукс-клан, що провокували міжрасові конфлікти. Їх прихильники вважали, що такі організації «заспокоювали негрів, забезпечували безпеку життя та майна, захищали жінок, зупиняли паліїв, змушували радикальних лідерів бути більш поміркований, а негрів — краще працювати, змушували найгірших лідерів радикалів залишати регіон та повертали білим почуття свого політичного переваги». Водночас вони визнавали, що в цих організаціях були присутні елементи, які «використали їх як прикриття для непривабливих справ.., і звичаї лінчування склалися в умовах, соціальних та юридичних, епохи реконструкції».
Лють, спрямована на колишніх рабів на Півдні, була велика. Їх страждання були безмірні. Але білі теж були жертвами беззаконного насильства, причому у всіх регіонах країни, як на Півночі, так і в колишніх «бунтівних» штатах. ні одна політична кампанія не обходилася без обміну кулями, без щелеп, зламаних палицями та камінням, без стрілянини завсідників ворогуючих клубів. Республіканці влаштовували марші по вулицях Філадельфії з револьверними пострілами та киданням цеглинами, щоб врятувати негрів Алабами від насильства «заколотників»… Метою проекту зробити чорношкірих виборцями був не так їх підйом по соціальних сходах, скільки покарання білого населення Півдня — захоплення влади радикалами і її утримання на тривалий час як на Півдні, так і у всій країні.Оригінальний текст (англ.)
Outrages upon the former slaves in the South there were in plenty. Their sufferings were many. But white men, too, were victims of lawless violence, and in all portions of the North and the late "rebel" states. Not a political campaign passed without the exchange of bullets, the breaking of skulls with sticks and stones, the firing of rival club-houses. Republican clubs marched the streets of Philadelphia, amid revolver shots and brickbats, to save the negroes from the "rebel" savages in Alabama... The project to make voters out of black men was not so much for their social elevation as for the further punishment of the Southern white people — for the capture of offices for Radical scamps and the entrenchment of the Radical party in power for a long time to come in the South and in the country at large.
— 
Тільки під час одного із зіткнень в Луїзіані між збройними загонами чорних та білих 13 квітня 1873 р., в пасхальну неділю, загинуло від 120 до 150 афроамериканців, троє білих, і ще 50 білих було укладено у в'язницю.
К 1870 р. демократи Півдня змінили тактику і в інтересах боротьби за голоси виборців уклали союз з частиною республіканців, незадоволених політикою президента Гранта, зосередившись на економічних проблемах. Внаслідок демократична партія була знову допущена до влади спочатку у Вірджинії та Теннессі, а потім і в більшості інших південних штатів. У Північній Кароліні демократи навіть домоглися імпічменту губернатора-республіканця та звільнення ув'язнених їм у в'язницю членів Ку-клукс-клану. Економічна криза 1873 р. також сприяв зниженню політичного впливу республіканської партії. Багато лідерів афроамериканців зволіли зміцнювати своє становище за рахунок союзу з елітою південного суспільства, а не боротися з нею, і шукали мирного вирішення міжрасових суперечностей. До їх числа, зокрема, відносять відомого чорного просвітителя Букера Вашингтона. В 1874 р. республіканці програли вибори до Конгресу, і демократи отримали більшість у палаті представників. Їх успіху сприяла та заглиблюється розкол у республіканській партії, між окремими фракціями якої доходило до збройних зіткнень. Так в тому ж 1874 р. під час виборів губернатора Арканзасу обидва кандидати, належали до різних фракцій республіканської партії, звинувачували один одного у фальсифікаціях та влаштували локальну війну між своїми озброєними прихильниками (так звану війну Брукса та Бакстера).
Ряд напіввійськових організацій білих жителів півдня з 1874 р. діяв вже відкрито. Серед них найвідоміша «Біла ліга», багатьма вважалася «військовим крилом демократичної партії». Серед її акцій — вбивство шести республіканських членів місцевих органів влади і до двадцяти чорних свідків в Луїзіані та спроба відсторонення від влади республіканського губернатора Луїзіани, припинення федеральної армією. Аналогічна організація «Червоні сорочки» діяла на території ряду інших штатів. Під час виборів 1875 р. «Червоні сорочки» перестріляли або залякали в штаті Міссісіпі стільки республіканців, що забезпечили перемогу демократів. Не дочекавшись підтримки федеральної армії республіканський губернатор штату зник втечею. Аналогічної атаці республіканці зазнали в 1876 р. в штатах Луїзіана, Флорида, Північна та Південна Кароліни. Тільки в Південній Кароліні передвиборна кампанія 1876 р. була відзначена вбивством близько 150 афроамериканців та відмовою більшості населення двох графств брати участь у виборах.
Водночас на федеральному рівні демократи були згодні з республіканцями в тому, що ні південний сепаратизм, ні рабовласництво більш ніколи не повинні відродитися і, отже, мети Громадянської війни досягнуті, а в подальших діях федеральної армії в мирний час немає необхідності.

## Вибори 1876року і Компроміс 1877 року

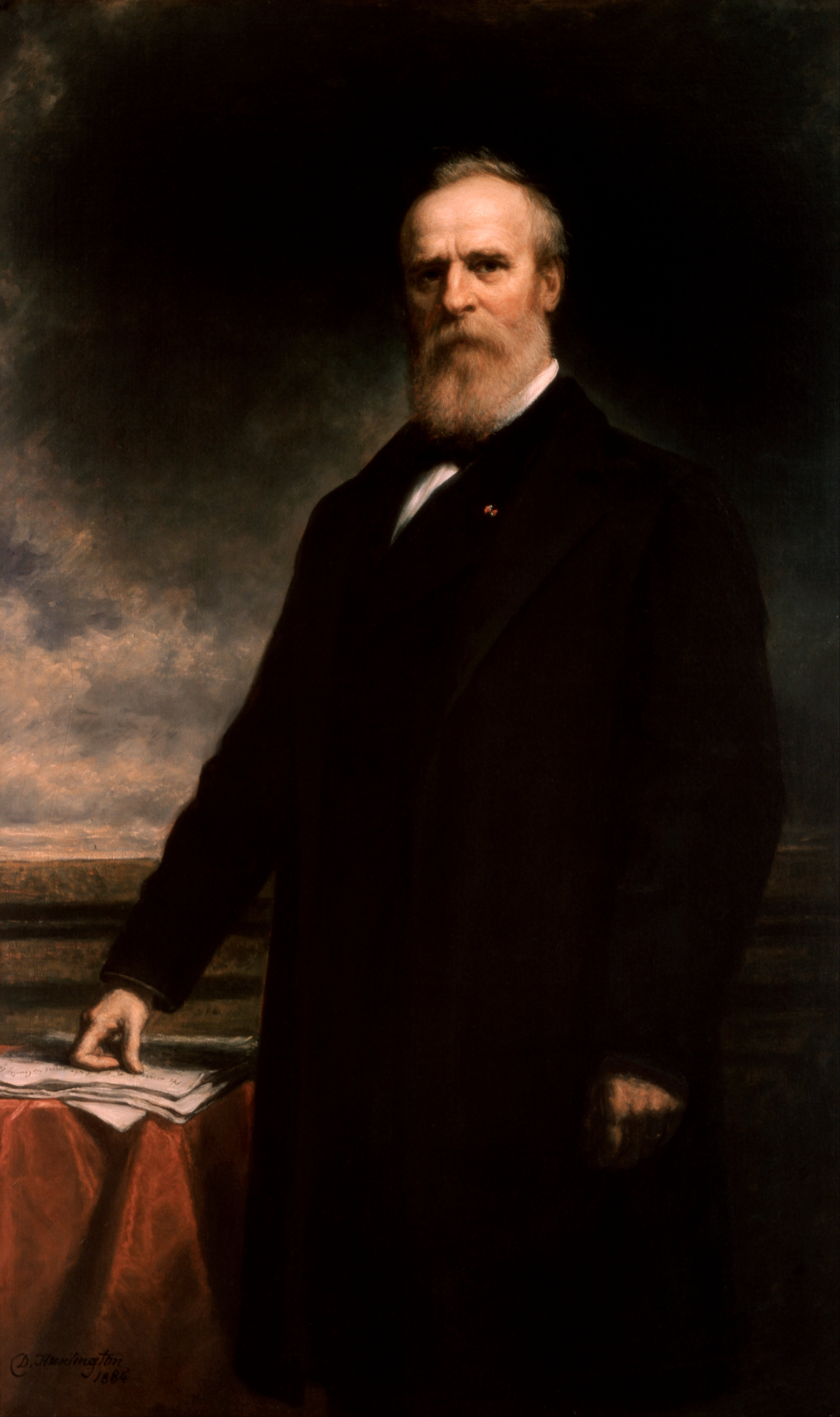
Президент Резерфорд Хейз

Під час передвиборчої кампанії 1876 р. расистські організації Півдня знову тероризували республіканців та їхніх прихильників. Підсумки президентських виборів виявилися спірними, кандидати демократів та республіканців набрали майже однакову кількість голосів. Щоб уникнути розколу нації та нової громадянської війни, на початку наступного 1877 р. демократи домовилися з республіканцями визнати перемогу їхнього кандидата в обмін на виведення федеральних військ з території Півдня. Так новим президентом США став Резерфорд Хейз. На момент його інавгурації демократи та їхні озброєні прихильники вже контролювали всі південні штати. Хвилювання відбувалися навіть у Вашингтоні, куди під час інавгурації були введені війська. Афроамериканці вважали, що реконструкція провалилася, і їхні громадянські права нічим не забезпечені. Оскільки виведення військ з Півдня означав, що у федерального уряду не буде військових коштів для проведення політики реконструкції, фактично Компроміс 1877 р. означав її кінець.
Виконуючи умови Компромісу, президент Хейз 4 березня 1877 р. наказав почати виведення військ зі столиць південних штатів (на той момент вони залишалися лише в Луїзіані та Південній Кароліні). До 1879 р. тисячі афроамериканців покинули територію Півдня та мігрували в Канзас. Тим не менш, в деяких регіонах (наприклад, у Вірджинії) представники чорної раси зберегли певну участь у політичному житті. Крім виведення військ, пост генерального поштмейстера у своїй адміністрації Хейз віддав представнику демократичної партії. На додаток до більшості в палаті представників, демократи отримали також більшість у сенаті та контролювали тепер весь Конгрес.